# Otton III de Hollande (évêque)
Otton de Hollande aussi identifié par Otton III de Hollande (mort le 27 mars 1249) fut évêque d'Utrecht de 1233 à 1249.
Otton était le deuxième fils du comte Guillaume Ier de Hollande et de sa première épouse Adélaïde de Gueldre. Il fut élu évêque en 1233, mais en raison de la résistance des chapitres d'Utrecht, il ne put être ordonné qu'en 1245. Il s'est avéré être un administrateur vigoureux qui s'occupait principalement des affaires laïques. Après la mort de son frère Florent IV de Hollande en 1234, il devint le régent de son successeur, Guillaume II de Hollande, sept ans, et prit la direction du comté de Hollande. Il a résolu les problèmes avec la Drenthe, pour lesquels l'évêque Otto II avait péri. Il soumit les seigneurs de Goor à son autorité.
Sa fille illégitime, Adélaïde (Aleida) de Hollande, fut mariée à Boudewijn van Noordwijk.

## Sources
- (nl) Cet article est partiellement ou en totalité issu de l’article de Wikipédia en néerlandais intitulé « Otto van Holland » (voir la liste des auteurs).